# Melodi Grand Prix

Logo

Melodi Grand Prix – coroczny konkurs muzyczny organizowany od 1960 przez norweską stację telewizyjną NRK, a jednocześnie krajowe eliminacje do Konkursu Piosenki Eurowizji.
Konkurs nie odbył się do tej pory trzykrotnie w latach: 1970, 1991 oraz 2002. W 1970 roku było to spowodowane bojkotem norweskiego nadawcy dotyczącym obowiązującego systemu głosowania podczas konkursu Eurowizji. Z kolei w 1991 roku NRK stwierdziło, iż otrzymane do konkursu zgłoszenia nie były zadowalające. W związku z tym zdecydowano o wyborze reprezentanta poprzez wewnętrzne selekcje. W 2002 roku Norwegia nie była dopuszczona do udziału w konkursie Eurowizji z powodu zajęcia ostatniego miejsca w poprzedniej edycji.

## Zwycięzcy
Wszyscy zwycięzcy konkursu startowali w Konkursie Piosenki Eurowizji jako reprezentanci Norwegii. 
Poniżej widoczna jest lista zwycięzców Melodi Grand Prix, którzy zajęli miejsce w pierwszej piątce Konkursu Piosenki Eurowizji:
| Rok  | Piosenka                    | Wykonawca             | Wynik w KPE |
| ---- | --------------------------- | --------------------- | ----------- |
| 1960 | "Voi Voi"                   | Nora Brockstedt       | 4           |
| 1966 | "Intet er nytt under solen" | Åse Kleveland         | 3           |
| 1985 | "La det swinge"             | Bobbysocks            | 1           |
| 1988 | "For vår jord"              | Karoline Krüger       | 5           |
| 1993 | "Alle mine tankar"          | Silje Vige            | 5           |
| 1995 | "Nocturne"                  | Secret Garden         | 1           |
| 1996 | "I evighet"                 | Elisabeth Andreassen  | 2           |
| 2003 | "I’m Not Afraid to Move On" | Jostein Hasselgård    | 4           |
| 2008 | "Hold On Be Strong"         | Maria Haukaas Storeng | 5           |
| 2009 | "Fairytale"                 | Alexander Rybak       | 1           |
| 2013 | "I Feed You My Love"        | Margaret Berger       | 4           |
| 2023 | "Queen of Kings"            | Alessandra            | 5           |